# Acoustic (album de Red Mourning)
Albums de Red Mourning
Flowers & Feathers
(2022)
Acoustic est le sixième album du groupe de metal français Red Mourning sorti en 2024. Il s'agit du premier album intégralement acoustique du groupe. Il est composé de titres apparaissant sur leurs albums précédents arrangés à la guitare acoustique. Il réunit le EP Unchained avec cinq titres inédits.

## Liste des titres
| No  | Titre                   | Apparition originale       | Durée |
| --- | ----------------------- | -------------------------- | ----- |
| 1.  | Come to Bury            | Time to Go                 | 03:51 |
| 2.  | Splintered Bone         | Pregnant with Promise      | 04:10 |
| 3.  | Make it to the Surface  | Pregnant with Promise      | 03:45 |
| 4.  | Under Punishment's Tree | Under Punishment's Tree    | 04:33 |
| 5.  | Cross the Moat          | Under Punishment's Tree    | 02:27 |
| 6.  | White Line              | Where Stone and Water Meet | 03:28 |
| 7.  | One Step Away           | Pregnant with Promise      | 03:51 |
| 8.  | Calls of Pan            | Under Punishment's Tree    | 04:04 |
| 9.  | A Whole Different Life  | Under Punishment's Tree    | 04:04 |
| 10. | Blue Drums              | Under Punishment's Tree    | 02:27 |

## Personnel
- Sébastien Meyzie : basse
- Aurélien Renoncourt : guitare, percussions, banjo, clarinette
- J.C. Hoog : chant, harmonica
- Alexandre Bourret : guitare